# Brunonia australis

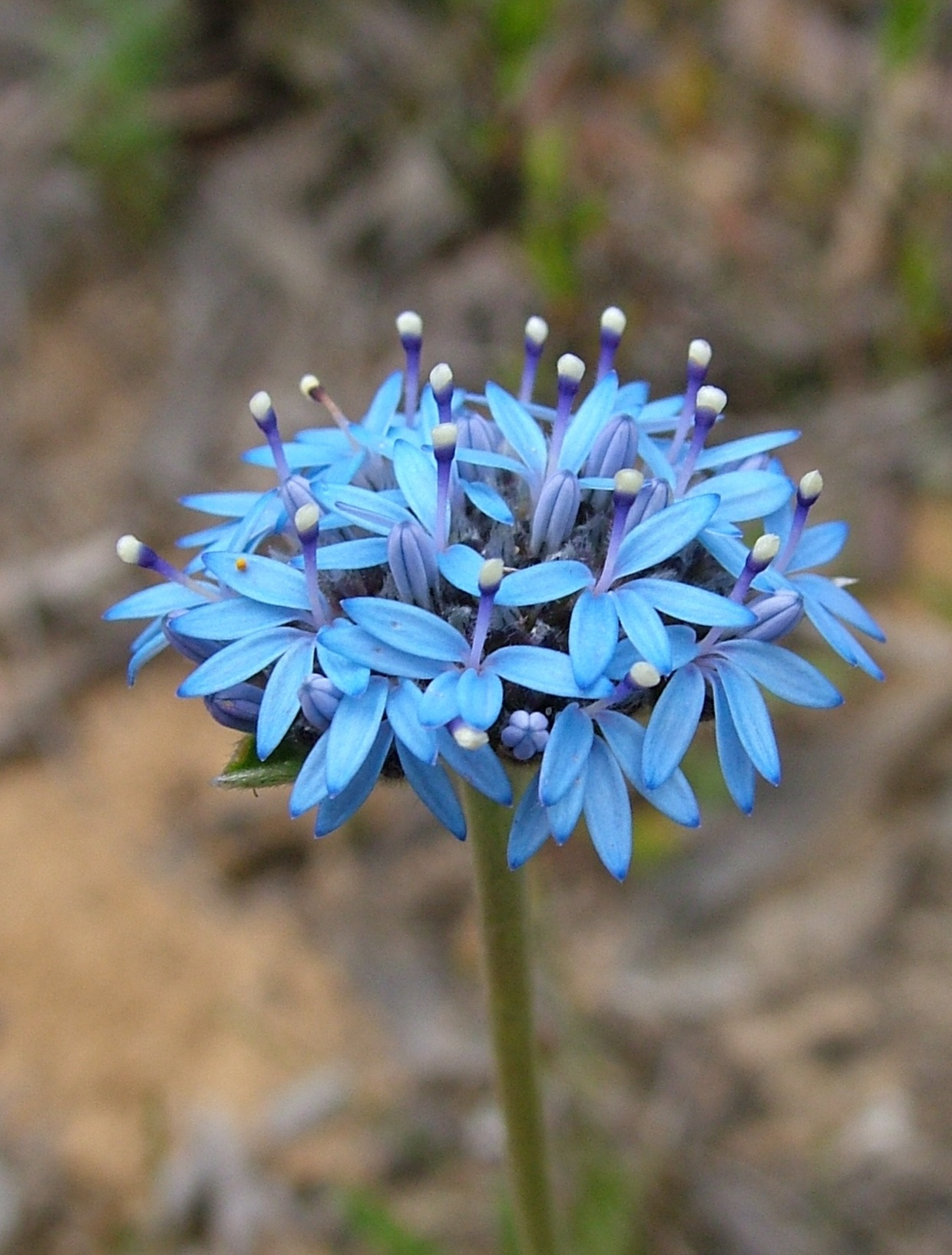
Brunonia australis.

La Brunonia australis, también brunonia azul o flor de maíz, es una hierba perenne que crece ampliamente en Australia.  Aparece en arbustales, bosques abiertos y planicies arenosas.
Tenía un solo miembro en la familia Brunoniaceae antes del sistema APG II, donde se movió a las Goodeniaceae.
Es una plantas de flores incluida en el orden Campanulales según el Sistema Cronquist.

## Descripción
Las hojas tienen alrededor de  1 dm de longitud y crece desde la  base. La floración es usualmente en primavera, con grupos hemisféricos de flores azules desarrolladas en un tallo de cerca de 5 dm de altura.

## Cultivo
Muy fácil de propagar de semilla o dividiendo plantas existentes. Sin embargo, pueden tener dificultes de establecerse y morir en pocos años. Necesitan suelos bien drenados, a sol total o media sombra.

## Taxonomía
La especie Brunonia australis fue descrita por el botánico escocés recolector de la flora de Australia a principios del siglo XIX; Robert Brown y publicado en Prodromus Florae Novae Hollandiae 590 en el año 1810.
Sinonimia
- Brunonia australis var. macrocephala Colozza
- Brunonia australis var. sericea (R.Br.) Colozza
- Brunonia australis var. simplex (Lindl.) Colozza
- Brunonia sericea R.Br.
- Brunonia simplex Lindl.
- Jasione ausfeldii Regel[2]